# ماوريسيو سوزا
ماوريسيو سوزا (بالبرتغالية: Maurício Ferreira de Souza‏) هو مدرب كرة قدم ولاعب كرة قدم برازيلي، ولد في 13 مارس 1974 في ريو دي جانيرو في البرازيل.